# Dimitri Peters
Pour les articles homonymes, voir Peters.
Dimitri Peters est un judoka allemand né le 4 mai 1984 à Gljaden (RSFS de Russie). Il est médaillé de bronze olympique des poids mi-lourds (-100 kg).

## Palmarès

### Jeux olympiques
- Jeux olympiques de 2012 à Londres (Royaume-Uni) :
  -  Médaille de bronze en moins de 100 kg (poids mi-lourds).

### Championnats du monde
- Championnats du monde de judo 2013 à Rio de Janeiro (Brésil) :
  -  Médaille de bronze en moins de 100 kg (poids mi-lourds).

### Championnats d'Europe
- Championnats d'Europe de judo 2006 à Tampere (Finlande) :
  -  Médaille de bronze en moins de 100 kg (poids mi-lourds).